# Arxiu Intermedi de la Regió Militar Pirinenca
L'Arxiu Intermedi de la Regió Militar Pirinenca (AIRMP), és un arxiu de titularitat estatal que forma part del Sistema Arxivístic de Defensa espanyol dins del subsistema arxivístic de l'Exèrcit de Terra espanyol. És un arxiu intermedi, que conserva el patrimoni documentalde les unitats, centres i òrganismes de les antigues capitanies generals que van ser dissoltes per l'ampliació del Pla Nord.

## Història
L'Arxiu Intermedi de la Regió Militar Pirinenca es creà inicialment el 1995 amb la denominació d'Arxiu Regional. La seva gestió correspon a la Regió Militar Pirinenca, d'acord amb la Norma General sobre l'Organització dels Arxius Regionals del 20 de novembre de 1995. En el Reial decret 2598/1998 del 4 de desembre s'hi aprova el "Reglament d'Arxius Militars” que crea definitivament aquest arxiu amb la denominació d'intermedi.
El 1999, es traslladen els fons des d'una torrassa de la Caserna del Bruc a dos dipòsits provisionals. En el mateix any s'incorpora un coronel com a director de l'arxiu. Amb posterioritat es traslladaran al local definitiu, en aquest local comencen els treballs tècnics amb personal contractat per l'Arxiu directament.
L'any 2002 es cobreix per primera vegada la plaça de Director Tècnic. Actualment el director és Guillermo Pastor Nuñez. L'1 de gener de 2011, l'arxiu passà a dependre orgànicament i funcionalment de l'«Instituto de Historia y Cultura Militar».

## La Seu
L'arxiu està situat a la sala superior central del recinte de la Caserna del Bruc, en unes antigues quadres remodelades per aquest propòsit. La Caserna del Bruc pertany a la Quarta Regió Militar de l'Exèrcit de Terra, es va crear inicialment com una residència militar, per la necessitat de treure les antigues casernes de dins la ciutat antiga.
La seu de l'arxiu disposa de dependències de treball i dipòsit amb armaris compactes. Acttualment els fons d'arxiu ocupen unes instal·lacions formades per tres dipòsits.

## Fons
Els fons documentals presenten un volum aproximat segons dades de l'any 2010 de 3.187m 3. L'ocupació actual del primer dipòsit, que consta de 15 armaris compactes, és d'un 85% de la seva ocupació total. El segon dipòsit, que consta de 9 armaris compactes més 12 pales amb un tatal d'uns 9753, té un nivell d'ocupació del 62%. L'últim dipòsit conté 1.068 caixes de trasllat amb el 85% d'ocupació.
El quadre de classificació del fons és el següent:
- Comandament i administración territorial
- Unitats i força
- Suport de la força
- Reclutament
- Fons de la justícia militar
- Arxius privats i familiars

## Serveis
L'Arxiu intermedi de la Regió Militar Pirinenca ofereix els següents serveis als seus usuraris.
- Informació oral i escrita sobre els seus fons.
- Sala de consulta
- Fotocòpies certificades i compulses.
- Recepció de documentació.
- És imprescindible la identificació en el control d'accés al recinte de la Caserna del Bruc, mitjançant el DNI, NIF o Passaport per accedir a l'arxiu.